# DVD+R
Il DVD+R è un tipo di disco ottico scrivibile una sola volta con, nel caso dei più diffusi dischi di 12 cm, una capacità di 4,7 GB (2.295.104 settori di 2048 byte ciascuno = 4.700.372.992 byte). Il formato DVD+R è stato sviluppato dalla DVD+RW Alliance nel 2002.
Dal momento della sua nascita il DVD+R fu in competizione col formato del DVD-Forum: il DVD-R. Anche se già molto diffuso, il DVD+R non fu standard ufficiale fino al 2008. Nell'ottobre del 2003 venne sviluppato un DVD+R a doppio strato (DVD+R DL) con il doppio della capacità.
Il DVD+R, a differenza del DVD-R, ha il sistema ADIP (ADdress In Pregroove) di tracciamento e controllo della velocità ed è meno suscettibile a interferenze ed errori del sistema LPP (Land Pre Pit).
Il DVD+R e il DVD+RW hanno un sistema migliore di gestione degli errori permettendo una più accurata masterizzazione indipendentemente dalla qualità del dato da registrare.
Dal 2006 il mercato dei DVD registrabili dà un segno di assestamento a favore di entrambi i formati, dovuto principalmente all'ampia disponibilità di lettori e masterizzatori che li supportano entrambi.

## Velocità
Per i DVD+R i tempi di scrittura sono approssimativamente:
| Velocità | Tecnologia | Standard | Tempo di scrittura |
| -------- | ---------- | -------- | ------------------ |
| 1x       | CLV        | Sì       | 58 minuti          |
| 2x       | CLV        | Sì       | 29 minuti          |
| 4x       | CLV        | Sì       | 15,5 minuti        |
| 6x       | CLV        | Sì       | 11 minuti          |
| 6x       | CAV        | Sì       | 11 minuti          |
| 8x       | CLV        | Sì       | 9 minuti           |
| 8x       | CAV        | Sì       | 9 minuti           |
| 12x      | CLV        | Sì       | 7 minuti           |
| 12x      | CAV        | Sì       | 7 minuti           |
| 16x      | CLV        | Sì       | 6 minuti           |
| 16x      | CAV        | Sì       | 5 minuti           |
| 20x      | CAV        | No       | 5,5 minuti         |
| 22x      | CAV        | No       | 5 minuti           |
| 24x      | CAV        | No       | 4,5 minuti         |